# Leo Neugebauer
Leo Neugebauer (* 19. Juni 2000 in Görlitz) ist ein deutscher Leichtathlet. Er löste am 8. Juni 2023 mit 8836 Punkten Jürgen Hingsen nach 39 Jahren als deutschen Rekordhalter im Zehnkampf ab. Am 6. Juni 2024 verbesserte er den Rekord auf 8961 Punkte.

## Leben
Neugebauer wuchs im Leinfelden-Echterdinger Stadtteil Stetten auf, sein Vater stammt aus Kamerun. Sein Stammverein war zunächst die SpVgg Stetten, er startete jedoch bis 2023 für die LG Leinfelden-Echterdingen. Seit 2024 tritt er für den VfB Stuttgart an. Als Sechsjähriger begann Leo Neugebauer mit der Leichtathletik. Außerdem spielte er Fußball, beendete dies jedoch mit 15 Jahren, um sich ganz dem Mehrkampf zu widmen. International machte er 2017 erstmals auf sich aufmerksam, als er in Nairobi bei den U18-Weltmeisterschaften im Zehnkampf die Bronzemedaille gewann. Seit 2019 studiert er an der University of Texas at Austin im Major Wirtschaftswissenschaft und tritt dort für die Texas Longhorns, das Sportteam der Universität, an. Als erste Erfolge seiner Karriere gelten das Überschreiten der 8000-Punkte-Marke im Jahr 2022 und die daraus folgende Qualifikation für die Weltmeisterschaften 2022 in Eugene, Oregon, bei denen er mit 8182 Punkten den zehnten Rang erreichte.
Am 11. März 2023 erreichte Neugebauer bei den US-College-Hallenmeisterschaften in Birmingham (Alabama) im Siebenkampf mit einer neuen persönlichen Bestleistung von 6148 Punkten den dritten Platz. Ende März 2023 qualifizierte sich Neugebauer mit 8478 Punkten und Erreichen der Norm auch für die Weltmeisterschaften 2023 in Budapest und für die Olympischen Spiele 2024 in Paris. Im Juni 2023 erreichte er im Alter von 22 Jahren bei den US-College-Meisterschaften, den NCAA Division I Track & Field Championships, im Mike A. Myers Stadium in Austin, Texas, 8836 Punkte und verbesserte damit den 39 Jahre alten deutschen Rekord von Jürgen Hingsen um vier Zähler. Mehr Punkte erreichten bis dahin nur acht Athleten weltweit. Neugebauers Punktzahl brach zugleich den US-amerikanischen College-Rekord von 8720 Punkten, den Kyle Garland im Mai 2023 aufgestellt hatte, sowie den Meeting-Rekord von 8457 Punkten, den der spätere Weltmeister sowie Olympiasieger Ashton Eaton beim Gewinn des NCAA-Titels 2010 aufgestellt und den im Jahr 2022 Ayden Owens-Delerme mit der gleichen Punktzahl eingestellt hatte. Bei den Weltmeisterschaften im August wurde er mit 8645 Punkten Fünfter.
Am 8./9. März 2024 überbot Neugebauer bei einem Wettkampf in Boston mit 6347 Punkten den deutschen Rekord im Siebenkampf von Frank Busemann aus dem Jahr 2002 um 56 Punkte. Am 6. Juni 2024 steigerte Neugebauer seinen deutschen Zehnkampfrekord bei den NCAA-Meisterschaften in Eugene (Oregon) um 125 Punkte auf 8961 Zähler, mit dem er auch eine Weltjahresbestleistung aufstellte. Neugebauer ist dadurch Sechster der ewigen Weltbestenliste (Stand: 8. September 2024). Bei den Olympischen Spielen 2024 in Paris konnte er nicht ganz an diese Leistung heranreichen, gewann aber mit 8748 Punkten die Silbermedaille hinter dem Norweger Markus Rooth (8796 Punkte). Es war die erste Medaille im Zehnkampf für einen deutschen Athleten seit Frank Busemann 1996.

## Sportliche Bestleistungen
- Zehnkampf: 8961 Punkte (5./6. Juni 2024 in Eugene, deutscher Rekord)
- Siebenkampf (Halle): 6347 (8./9. März 2024 in Boston)

Einzelleistungen:
| Disziplin      | Persönliche Bestleistung | Datum      | Werte beim Rekord am 5./6. Juni 2024 |
| -------------- | ------------------------ | ---------- | ------------------------------------ |
| 100 m          | 10,61 s (−0,3 m/s)       | 07.06.2023 | 10,64 s (+0,1 m/s)                   |
| Weitsprung     | 8,00 m (−0,1 m/s)        | 25.08.2023 | 7,86 m (+0,9 m/s)                    |
| Kugelstoßen    | 17,46 m                  | 05.06.2024 | 17,46 m                              |
| Hochsprung     | 2,09 m                   | 08.03.2024 | 2,07 m                               |
| 400 m          | 47,08 s                  | 07.06.2023 | 48,03 s                              |
| 110 m Hürden   | 14,33 s (+1,3 m/s)       | 30.03.2023 | 14,36 s (+0,0 m/s)                   |
| Diskuswurf     | 58,70 m                  | 19.04.2024 | 57,70 m                              |
| Stabhochsprung | 5,30 m                   | 21.07.2024 | 5,21 m                               |
| Speerwurf      | 58,99 m                  | 28.03.2024 | 56,64 m                              |
| 1500 m         | 4:38,10 min              | 01.09.2024 | 4:44,61 min                          |

## Auszeichnungen
- 2023 und 2024: Deutschlands Leichtathlet des Jahres[15][16]
- 2024: Silbernes Lorbeerblatt[17]
- 2024: Sportler des Jahres der Landeshauptstadt Stuttgart[18]
- 2025: Bürgermedaille der Stadt Leinfelden-Echterdingen[19]